# Musée national des Arts décoratifs (Madrid)
Le Musée national des Arts décoratifs (en espagnol : Museo Nacional de Artes Decorativas ; à l'origine, Musée national des Arts industriels) est un musée des arts décoratifs situé à Madrid, en Espagne, consacré aux arts industriels ou « arts mineurs », notamment le mobilier, la céramique, le verre et les textiles. C'est l'un des musées nationaux d'Espagne et il est rattaché au ministère de la Culture.

## Histoire
Le Musée national des arts décoratifs est créé par arrêté royal en 1912, sous le nom de Musée national des Arts industriels. Il succède à un précédent « Musée industriel » créé sous le règne d'Amédée Ier d'Espagne. Dans un premier temps, l'institution est orientée vers la recherche plutôt que vers le tourisme. C'était un lieu d'apprentissage pour les artisans, les fabricants et les designers, à l'instar du Victoria and Albert Museum de Londres et du Musée des Arts Décoratifs de Paris.
L'accent est mis sur les XVIe et XVIIe siècles. Le musée collabore avec d'autres pays, comme par exemple, lorsqu'en 1933, le Mexique est invité à présenter une exposition artistique.

## Collections
Le Musée national des Arts décoratifs est l'un des plus grands et des plus richement aménagés de Madrid. Il abrite des collections d'un grand intérêt, à la fois ethnographique et artistique, de céramiques, de meubles, de bijoux, de textiles et d'arts orientaux. Sur les 40 000 objets collectés, environ 15 000 pièces sont prêtées à d'autres musées, dont la Fabrique royale de cristal de la Granja (Real Fábrica de Cristales de La Granja). Le musée se concentre sur les arts décoratifs espagnols, mais comprend des exemples d'autres pays, principalement des céramiques et des objets de luxe importés très tôt. Plusieurs chambres recréent des scènes du passé, en utilisant des meubles et d'autres pièces d'origine ; il existe des exemples de cuisines du XVIIIe siècle.
La collection de meubles est bien représentée dès le XIVe siècle, période où le mobilier était très pauvre et les pièces qui subsistent sont des raretés. La collection allant du gothique au baroque est la meilleure qui existe dans un musée public espagnol, et les collections du patrimoine national datent pour la plupart du XVIIIe siècle et des années ultérieures. Les pièces comprennent des bureaux, des sièges et des meubles de différents types. La collection des Arts Orientaux met en valeur les porcelaines des dynasties Ming (1368-1644) et Qing (1644-1912). Certaines pièces ont été créées en Chine au nom de familles espagnoles et comportent leurs armes. La collection orientale comprend également des robes impériales chinoises, des instruments de musique, des peintures sur rouleaux et des bronzes. La section céramique abrite environ 4 000 pièces en argile, poterie et porcelaine. La plus ancienne est une jarre du XIe siècle provenant de Tolède. Il existe des exemples d'œuvres de certains des principaux producteurs espagnols : Manises, Talavera de la Reina, El Puente del Arzobispo et Cerámica de Teruel. La section de porcelaine espagnole comprend des pièces de la Porcelana de Alcora, de la Fabrique royale de porcelaine du Buen Retiro (Real Fábrica del Buen Retiro) et de la Manufacture royale de La Moncloa. Il existe également des pièces de presque toutes les autres manufactures européennes notables, telles que Sèvres, Limoges et Capodimonte, ainsi que des carreaux socarrat marqués et signés.
La collection de verre est vaste, allant de la Grèce du IVe siècle av. J.-C. à l'Empire romain et aux Wisigoths. Les fragments de céramique de Séville datent des XIe – XIIe siècles et les céramiques persanes, des XIVe – XVIe siècles. Il existe des pièces uniques de René Lalique et de la Real Fábrica de Cristales de La Granja datant de 1727 à 1823. Les textiles comprennent les vêtements (civils et religieux) et les articles d'ameublement. y compris la soie de Grenade du XVe siècle. Il y a des pièces du IIe siècle à nos jours. Les types de tissus comprennent le damassé, le velours, la broderie (y compris marocaine et arabe), la dentelle, et ceux-ci sont transformés en éventails, sacs à main et cartes de danse. Les tapis de Cuenca et d'Alcaraz du XVe au XVIIe siècle sont très rares et constituent quelques-unes des meilleures pièces appartenant au domaine public. Le musée possède également une collection de ferronnerie comprenant une gamme d'objets allant des bracelets sahariens et des fibules marocaines aux encriers turcs (XVIIIe-XIXe siècles) et aux étuis coréens.